# Rainville (Suriname)
Rainville è un distretto (ressort) del Suriname di 28.853 abitanti che fa parte di Paramaribo.